# Jaskinia Vanguard
Jaskinia Vanguard – nadmorska jaskinia położona na wschodnim wybrzeżu Gibraltaru, w rejonie zwanym Plażą Gubernatora. Razem z jaskiniami Hyaena oraz Bennetta wchodzi w skład rozległego systemu jaskini Gorhama.
Grota mierzy 17 m głębokości, a wlot do niej znajduje się kilka metrów nad poziomem morza. Przeprowadzone w 1994 roku badania ujawniły 17-metrową warstwę osadów, z których najstarsze datuje się na 45 000 lat. Prace archeologiczne odsłoniły też pozostałości kości, pyłków roślinnych oraz węgla drzewnego, które nagromadziły się w jaskini na przestrzeni ostatnich 120 000 lat. W warstwach odnaleziono także ślady osadnictwa.
Jak wykazały badania w kompleksie jaskini Gorhama znajdowało się siedlisko ostatniej populacji neandertalczyków w Europie. Wykopaliska dowodzą, że prowadzili oni znacznie odmienne życie od pozostałych grup żyjących w głębi kontynentu. W 2008 roku w jaskini Vanguard odnaleziono dowody świadczące o tym, że polowali oni na ptaki i morskie zwierzęta, głównie mięczaki, foki i delfiny. Jednakże według badaczy w owym czasie jaskinia znajdowała się około 4,5 km od brzegu morza, a połowy morskie nie były praktykowane przez neandertalczyków. Był więc to znaczący postęp w ich rozwoju. W środkowej części jaskini odkryto wyroby krzemienne kultury mustierskiej, narzędzia, duże ilości muszli oraz palenisko. Ponadto odnaleziono też kości niedźwiedzi, jeleni, żółwi oraz koziorożca alpejskiego. Wskazuje to na bardzo zróżnicowaną dietę w porównaniu do neandertalczyków żyjących w innych częściach Europy, którzy żywili się głównie mięsem mamutów, jeleni i koni.